# Kelana United Football Club (féminines)
La section féminine du Kelana United FC est un club féminin de football malaisien basé à Kelana Jaya, dans l'état de Selangor.

## Histoire
Kelana United participe au championnat de Malaisie pour la première fois en 2023. Pour sa première saison, le club termine à égalité de points avec le Sabah FA en tête du championnat, mais termine deuxième à la différence de buts. La saison suivante, en 2024, Kelana United prend sa revanche sur Sabah et décroche son premier titre de champion de Malaisie. Ce titre lui permet de disputer la Ligue des champions asiatique en 2025-2026.

## Palmarès
Championnat de Malaisie (1) :
- Champion en 2024
- Deuxième en 2023